# San Carlos (Negros Occidental)

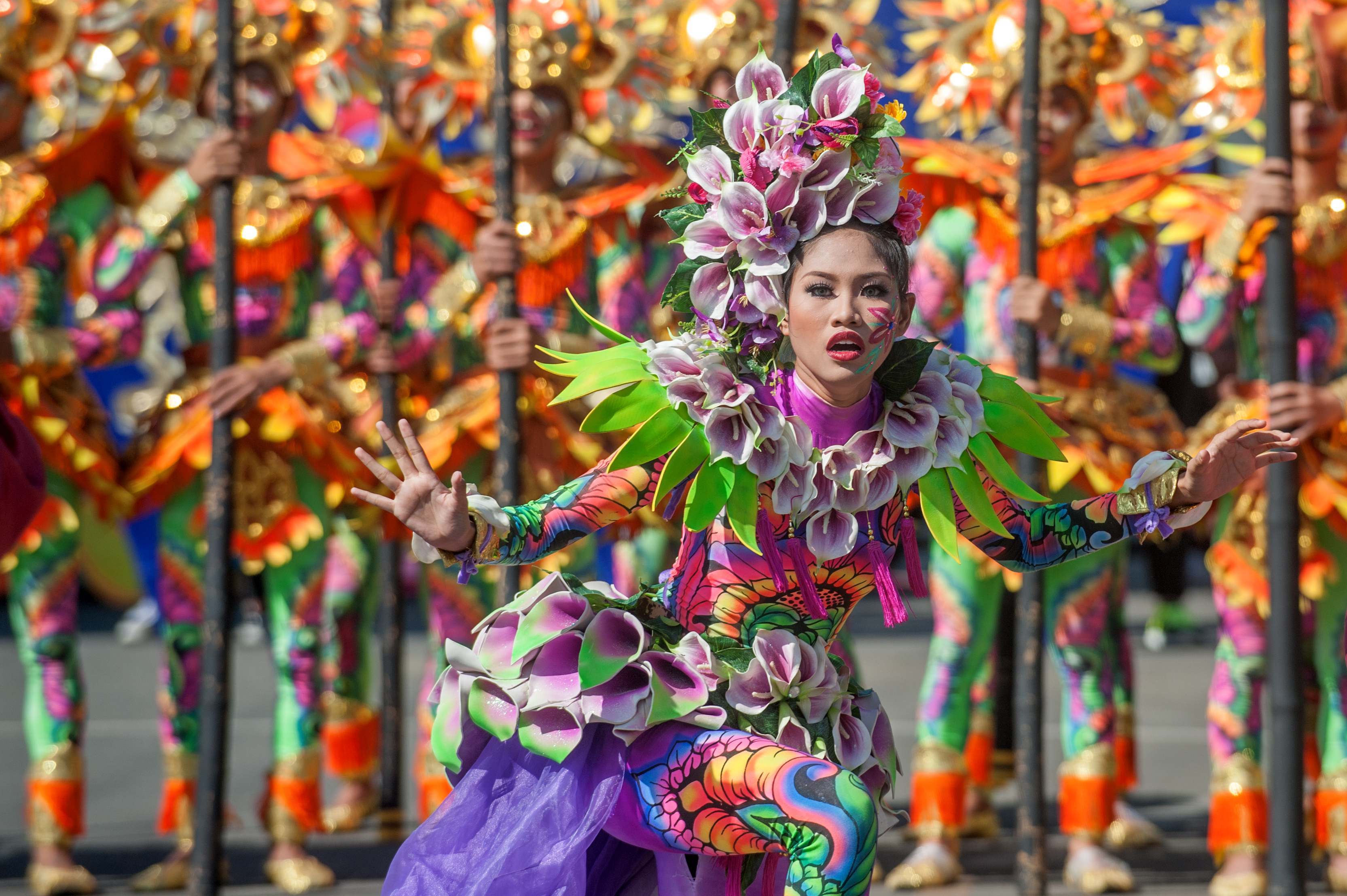
Uczestniczka festiwalu Pintaflores, odbywającego się w San Carlos

San Carlos – miasto na Filipinach, na północno-wschodnim wybrzeżu wyspy Negros, nad cieśniną Tanon. Około 118,2 tys. mieszkańców.